# To Potami
To Potami (IPA: [to poˈtami]) (in greco: Το Ποτάμι, letteralmente Il Fiume) è stato un partito politico greco, fondato nel 2014 dal giornalista televisivo Stauros Theodōrakīs.

## Storia
To Potami è stato fondato il 26 febbraio 2014 dal noto giornalista televisivo Stauros Theodōrakīs, famoso per le sue battaglie contro il potere.
Si è presentato quindi per la prima volta alle elezioni europee del 2014; tra i candidati ci sono anche lo scacchista Vasileios Kotrōnias e l'ex pallanuotista Giōrgos Maurōtas. Ha ottenuto il 6,61%, eleggendo due eurodeputati. Alle politiche di gennaio 2015, nonostante un piccolo calo dalle europee, ottiene il 6,1% con 17 deputati e diventando subito quarta forza del Paese. In predicato di diventare partner per un Governo europeista di coalizione presieduto dal leader di SYRIZA Alexīs Tsipras insieme ai socialisti del PASOK, con l'alleanza con gli indipendentisti di destra di ANEL passa all'opposizione, astenendosi sulla fiducia.
Alle elezioni anticipate di settembre 2015, dopo le dimissioni di Alexīs Tsipras da Primo Ministro, il partito subisce un crollo precipitando al 4,1% con solo 11 deputati e diventando sesto partito del Paese.

### Il Movimento per il Cambiamento
Il 27 novembre 2017 la presidente del Movimento Socialista Panellenico (PASOK) Fofi Gennimata annuncia la creazione di una nuova alleanza di centrosinistra chiamata Movimento per il Cambiamento (KINAL). Al progetto aderiscono PASOK, KIDISO, DIMAR ed anche To Potami.
L'alleanza viene ufficialmente fondata il 16 marzo 2018.
Il 2 luglio dello stesso anno, però, To Potami abbandona la coalizione.

## Ideologia
Sin dalla propria nascita, To Potami si è presentato senza una netta caratterizzazione ideologica, in forte contrapposizione ai partiti politici tradizionali, considerati responsabili del declino sociale ed economico della Grecia, motivo per cui è stato paragonato dai commentatori italiani al Movimento 5 Stelle, dal quale però si differenzia radicalmente per il marcato europeismo.
È considerato nonostante ciò un partito afferente alle correnti politiche del liberalismo sociale e della socialdemocrazia, venendo perciò collocato all'interno dello spettro politico tra il centro ed il centrosinistra. A livello europeo, il partito aderisce poi al gruppo dell'Alleanza Progressista dei Socialisti e dei Democratici.
Tra i punti del suo programma politico rientrano la riduzione del numero dei parlamentari, la devoluzione dell'infrastruttura burocratica, una riforma del sistema giudiziario affinché funzioni più rapidamente ed agevolmente, un'economia improntata maggiormente sul turismo e la promozione dei beni culturali, ed il diritto di voto per gli immigrati nelle elezioni amministrative.
Dall'opposizione ha votato, assieme al PASOK - con cui col tempo ha sviluppato una certa intesa - e a Nuova Democrazia, per l'approvazione delle nuove misure d'austerità in ottemperanza al terzo memorandum siglato dal Governo Tsipras per il salvataggio dell'Eurozona, neutralizzando così facendo il voto contrario dell'ala di sinistra del partito dello stesso Premier.

## Risultati elettorali
| Elezione                      | Voti          | %             | Seggi    |
| ----------------------------- | ------------- | ------------- | -------- |
| Europee 2014                  | 376.629       | 6,61          | 2 / 21   |
| Parlamentari 2015 (gennaio)   | 373.924       | 6,05          | 17 / 300 |
| Parlamentari 2015 (settembre) | 222.166       | 4,09          | 11 / 300 |
| Europee 2019                  | 86.003        | 1,52          | 0 / 21   |
| Parlamentari 2019             | Non partecipa | Non partecipa | 0 / 300  |